# Kordian Kądziela
Kordian Kądziela (ur. 1987) – polski reżyser, scenarzysta, producent filmowy.

## Życiorys
Urodził się 4 lipca 1987 roku w Kędzierzynie-Koźlu. Związany jest z miejscowością Głogówek, skąd pochodzi jego rodzina i gdzie spędził część swojego życia. Od najmłodszych lat interesował się kinem i sztuką filmową. W 2019 roku ukończył reżyserię filmową i telewizyjną na Wydziale Radia i Telewizji Uniwersytetu Śląskiego w Katowicach, jednej z najbardziej renomowanych uczelni filmowych w Polsce. Związany z Katarzyną Kądzielą, producentką filmową.
Rozpoczął swoją karierę od tworzenia filmów krótkometrażowych, które zdobyły uznanie na krajowych i międzynarodowych festiwalach filmowych. Jego twórczość często łączy elementy surrealizmu z codziennymi realiami, a jego filmy często eksplorują ludzkie emocje i relacje, ukazując je w nowatorski i zaskakujący sposób.

## Filmografia
- LARP (2025) – reżyseria, scenariusz;
- 1670 (2023) – reżyseria (odcinki: 5-8);
- Mental (2021) – reżyseria, scenariusz, reżyseria obsady;
- Ostatni komers (2020) – współpraca reżyserska;
- Fusy (2017) – reżyseria, scenariusz;
- Szczękościsk (2016) – reżyseria, scenariusz, obsada aktorska;
- LARP (2014) – reżyseria, scenariusz;
- Muka! (2012) – reżyseria, scenariusz;
- Gorzko! (2014) – II reżyser, współpraca scenariuszowa;
- Wulkan (2013) – II reżyser;
- Tiwi (2012) – reżyseria, scenariusz, montaż;
- Kiedy ranne wstają zorze (2012) – II reżyser;
- Garp! (2011) – reżyseria, scenariusz;
- Ryszard (2011) – II reżyser, script;
- Ryszard Kowalski (2010) – II reżyser;
- Matko Bosko! (2010) – reżyseria, scenariusz;

## Nagrody
- Za 1670:
  - Nagroda Publiczności (Warsaw SerialCon);
  - Telekamera (nagroda w kategorii: Serial);
  - Odkrycia Empiku (nagroda w kategorii: Film);
  - MocArt RMF Classic (nagroda w kategorii: Wydarzenie roku);
  - Orzeł (nagroda w kategorii: Najlepszy filmowy serial telewizyjny);
- Za Fusy:
  - Nagroda im. Jana Machulskiego (nominacja w kategorii: Najlepszy scenariusz);
  - Nagroda Publiczności w Konkursie Polskim (Short Waves Festival – Poznaniu);
  - Nagroda "Odkrycie francuskiej krytyki" (Festival International des Ecoles de Cinema – Poitiers);
  - Nagroda Jury Młodych (Ogólnopolski Konkurs Filmów Niezależnych OKFA – Konin);
  - Nagroda za najlepszy polski film (Węgiel Student Film Festival – Katowice);
  - Grand Prix (Gliwicki Offowy Festiwal Filmowy GOFFR);
  - Grand Prix "Złoty Dinozaur" w konkursie "Etiuda" (Międzynarodowy Festiwal Filmowy "Etiuda & Anima" – Kraków);
- Za Szczękościsk:
  - Nagroda w kategorii: Film studencki (Ogólnopolski Konkurs Filmów Niezależnych OKFA – Konin);
  - Nagroda za scenariusz (Międzynarodowy Festiwal Filmów Studenckich "Contact" – Izmir);
  - Wyróżnienie specjalne (FebioFest – Bratysława);
  - Nagroda Publiczności (Międzynarodowy Festiwal Filmowy "Etiuda & Anima" – Kraków);
  - Nagroda im. Lucjana Bokińca (Festiwal Filmwowy – Gdynia);
  - Nagroda Krakowskiego Klastra Filmowego w Konkursie Młodego Kina (Festiwal Filmowy – Gdynia);
- Za Larp:
  - Short TV Award (Międzynarodowy Festiwal Filmów Krótkometrażowych "Mecal" – Barcelona);
  - Nagroda Publiczności (Festiwal Kina Niezależnego CK OFF – Przemyśl);
  - Nagroda dla najlepszego studenckiego filmu fabularnego w Konkursie Studenckich Filmów Krótkometrażowych (Międzynarodowy Festiwal Debiutów i Filmów Studenckich "Początek" – Petersburg);
  - Nagroda im. Jana Machulskiego (nominacja w kategorii: Najlepszy scenariusz);
  - Nagroda Publiczności (Węgiel Student Film Festiwal – Katowice);
  - Wyróżnienie (Międzynarodowy Festiwal Krótkometrażowych Filmów Fabularnych "Brno 16");
  - Nagroda "Format Court" (Europejski Festiwal Filmów Krótkometrażowych – Brest);
  - Nagroda "Ikar" Klubu Fantastyki "Fantasmagoria" za najlepszy film o tematyce science fiction/fantasy (Ogólnopolski Festiwal Filmów Amatorskich i Niezależnych "Offeliada" – Gniezno);
  - Nagroda Główna "Horacy" Jury Młodego Widza (Ogólnopolski Festiwal Filmów Amatorskich i Niezależnych "Offeliada" – Gniezno);
  - Wyróżnienie Jury Głównego Ogólnopolski Festiwal Filmów Amatorskich i Niezależnych "Offeliada" – Gniezno);
- Za Tiwi:
  - Nagroda Dodatkowa za reżyserię (Festiwal Filmowy "Dzień Filmowca" – Katowice);
  - Wyróżnienie (Węgiel Student Film Festiwal – Katowice);
- Za Muka!:
  - Wyróżnienie w kategorii: Kino studenckie (Festiwal Kina Niezależnego CK OFF – Przemyśl);
  - Nagroda Publiczności (Międzynarodowy Festiwal Filmowy "Etiuda & Anima" – Kraków);
  - Nagroda Kuźni Literackiej za najlepszy scenariusz (Ogólnopolski Festiwal Filmów Amatorskich i Niezależnych "Ofeliada" – Gniezno);
  - Wyróżnienie Jury Głównego (Ogólnopolski Festiwal Filmów Amatorskich i Niezależnych "Ofeliada" – Gniezno).